# Kris Coddens
Kris Coddens (26 maart 1981) is een Belgisch duatleet en triatleet.

## Levensloop
Coddens studeerde lichamelijke opvoeding te Leuven, alwaar hij in contact kwam met het duatlon. In deze sport werd hij meermaals geselecteerd voor deelname aan het Europees en wereldkampioenschap. Later legde hij zich toe op de triatlon en de crosstriatlon. In laatstgenoemde was hij de eerste Belg die er in slaagde een Xterra-race te winnen. Tevens behaalde hij in deze sport in 2014 de Europese titel en behaalde hij tweemaal zilver. Daarnaast werd hij in 2015 Europees kampioen crossduatlon en behaalde hij eenmaal brons.
Hij is werkzaam in het Sint-Vincentiusinstituut te Torhout.

## Palmares
Duatlon
- 2013:  Belgisch kampioenschap sprint

Crossduatlon
- 2016:  Europees kampioenschap
- 2017:  Europees kampioenschap

Crosstriatlon
- 2012:  Belgisch kampioenschap
- 2014:  Europees kampioenschap
- 2014:  Open Frans kampioenschap
- 2014:  Xterra Engeland
- 2014:  Xterra Zwitserland
- 2016:  Europees kampioenschap
- 2016:  Xterra Belgium
- 2019:  Xterra Denemarken